# Brazília a 2014. évi téli olimpiai játékokon
Brazília az oroszországi Szocsiban megrendezett 2014. évi téli olimpiai játékok egyik részt vevő nemzete volt. Az országot az olimpián 7 sportágban 13 sportoló képviselte, akik érmet nem szereztek.

## Alpesisí
Férfi
| Versenyző       | Versenyszám      | 1. futam | 1. futam | 2. futam | 2. futam | Összesítés | Összesítés |
| Versenyző       | Versenyszám      | Idő      | Hely.    | Idő      | Hely.    | Idő        | Helyezés   |
| --------------- | ---------------- | -------- | -------- | -------- | -------- | ---------- | ---------- |
| Johnatan Longhi | Műlesiklás       | 59,24    | 69.      | kizárták | kizárták | kiesett    | kiesett    |
| Johnatan Longhi | Óriás-műlesiklás | 1:33,03  | 64.      | 1:33,69  | 57.      | 3:06,72    | 58.        |

Női
| Versenyző      | Versenyszám      | 1. futam | 1. futam | 2. futam | 2. futam | Összesítés | Összesítés |
| Versenyző      | Versenyszám      | Idő      | Hely.    | Idő      | Hely.    | Idő        | Helyezés   |
| -------------- | ---------------- | -------- | -------- | -------- | -------- | ---------- | ---------- |
| Maya Harrisson | Műlesiklás       | 1:04,88  | 46.      | 1:03,45  | 42.      | 2:08,33    | 39.        |
| Maya Harrisson | Óriás-műlesiklás | 1:30,31  | 58.      | 1:31,55  | 55.      | 3:01,86    | 54.        |

## Biatlon
Női
| Versenyző        | Versenyszám            | Időeredmény | Lövőhiba    | Helyezés |
| ---------------- | ---------------------- | ----------- | ----------- | -------- |
| Jaqueline Mourão | 15 km egyéni indításos | 57:22,6     | 7 (1+2+3+1) | 76.      |
| Jaqueline Mourão | 7,5 km sprint          | 25:06,4     | 0 (0+0)     | 77.      |

## Bob
Férfi
| Versenyző                                                                     | Versenyszám | 1. futam | 1. futam | 2. futam | 2. futam | 3. futam | 3. futam | 4. futam | 4. futam | Összesítés | Összesítés |
| Versenyző                                                                     | Versenyszám | Idő      | Hely.    | Idő      | Hely.    | Idő      | Hely.    | Idő      | Hely.    | Idő        | Helyezés   |
| ----------------------------------------------------------------------------- | ----------- | -------- | -------- | -------- | -------- | -------- | -------- | -------- | -------- | ---------- | ---------- |
| Edson Bindilatti* Fábio Gonçalves Silva Edson Ricardo Martins Odirlei Pessoni | Négyes      | 56,86    | 29.      | 56,74    | 28.      | 57,11    | 30.      | kiesett  | kiesett  | 2:50,71    | 26.        |

Női
| Versenyző                      | Versenyszám | 1. futam | 1. futam | 2. futam | 2. futam | 3. futam | 3. futam | 4. futam | 4. futam | Összesítés | Összesítés |
| Versenyző                      | Versenyszám | Idő      | Hely.    | Idő      | Hely.    | Idő      | Hely.    | Idő      | Hely.    | Idő        | Helyezés   |
| ------------------------------ | ----------- | -------- | -------- | -------- | -------- | -------- | -------- | -------- | -------- | ---------- | ---------- |
| Sally da Silva Fabiana Santos* | Kettes      | 59,57    | 18.      | 1:00,45  | 19.      | 1:00,73  | 19.      | 1:01,20  | 19.      | 4:01,95    | 19.        |

* – a bob vezetője

## Műkorcsolya
| Versenyző        | Versenyszám | Rövid program | Rövid program | Kűr     | Kűr     | Összesítés | Összesítés |
| Versenyző        | Versenyszám | Pont          | Hely.         | Pont    | Hely.   | Pont       | Helyezés   |
| ---------------- | ----------- | ------------- | ------------- | ------- | ------- | ---------- | ---------- |
| Isadora Williams | Női egyéni  | 40,37         | 30.           | kiesett | kiesett | kiesett    | kiesett    |

## Síakrobatika
Ugrás
| Versenyző       | Versenyszám | Selejtező  | Selejtező  | Selejtező  | Selejtező  | Döntő      | Döntő      | Döntő      | Döntő      | Döntő      | Helyezés |
| Versenyző       | Versenyszám | 1. forduló | 1. forduló | 2. forduló | 2. forduló | 1. forduló | 1. forduló | 2. forduló | 2. forduló | 3. forduló | Helyezés |
| Versenyző       | Versenyszám | Pont       | Hely.      | Pont       | Hely.      | Pont       | Hely.      | Pont       | Hely.      | Pont       | Helyezés |
| --------------- | ----------- | ---------- | ---------- | ---------- | ---------- | ---------- | ---------- | ---------- | ---------- | ---------- | -------- |
| Joselane Santos | Női         | 49,60      | 20.        | 48,17      | 16.        | kiesett    | kiesett    | kiesett    | kiesett    | kiesett    | 22.      |

## Sífutás
Férfi
| Versenyző      | Versenyszám | Selejtező | Selejtező | Negyeddöntő | Negyeddöntő | Elődöntő | Elődöntő | Döntő   | Döntő    |
| Versenyző      | Versenyszám | Idő       | Hely.     | Idő         | Hely.       | Idő      | Hely.    | Idő     | Helyezés |
| -------------- | ----------- | --------- | --------- | ----------- | ----------- | -------- | -------- | ------- | -------- |
| Leandro Ribela | Sprint      | 4:21,12   | 80.       | kiesett     | kiesett     | kiesett  | kiesett  | kiesett | 80.      |

Női
| Versenyző        | Versenyszám | Selejtező | Selejtező | Negyeddöntő | Negyeddöntő | Elődöntő | Elődöntő | Döntő   | Döntő    |
| Versenyző        | Versenyszám | Idő       | Hely.     | Idő         | Hely.       | Idő      | Hely.    | Idő     | Helyezés |
| ---------------- | ----------- | --------- | --------- | ----------- | ----------- | -------- | -------- | ------- | -------- |
| Jaqueline Mourão | Sprint      | 3:02,83   | 65.       | kiesett     | kiesett     | kiesett  | kiesett  | kiesett | 65.      |

## Snowboard
Snowboard cross
| Versenyző            | Versenyszám | Selejtező | Selejtező | Negyeddöntő | Elődöntő | Döntő    | Helyezés |
| Versenyző            | Versenyszám | Idő       | Hely.     | Helyezés    | Helyezés | Helyezés | Helyezés |
| -------------------- | ----------- | --------- | --------- | ----------- | -------- | -------- | -------- |
| Isabel Clark Ribeiro | Női         | 1:24,31   | 12.       | 4.          | kiesett  | kiesett  | 14.      |